# Tedoald de Baviera
Tedoald I de Baviera, anomenat també Teudebald, Teodald, Teobald, Teodolt o Teodoalt (... - vers 719), va ser duc de Baviera de la dinastia dels agilolfings des del 711 fins a la seva mort, amb menors atribucions que el seu pare Teodó II de Baviera però probablement les mateixes que el seu germà Teodebert de Baviera que ja governava des de 702; abans del 715 el ducat va ser dividit entre Teodebert, Tedoald, Grimoald i Tassiló, que eren germans i tots ells fills de Toedó II.
Tedoald podria haver governat a Ratisbona i hauria fet la guerra contra els turingis. El nom de Teobald o Tedoald apareix en el Codi de Salzburg (Salzburger Verbrüderungsbuch), de l'any 784, on s'explica que es va casar amb Biltrudis (Pilitruda) com a primera o segona esposa. Probablement tenia un matrimoni anterior, amb Waldrada, però no hi ha seguretat d'aquestes dades. Biltrudis, en morir Tedoald, es va casar amb el germà menor d'aquest, Grimoald.